# Talheim (Horb)
Talheim ist ein Ortsteil der Großen Kreisstadt Horb am Neckar in Baden-Württemberg. Nach der Kernstadt ist Talheim der einwohnerreichste Ortsteil von Horb am Neckar.

## Geschichte
782 wird die Ortschaft Daleheim zum ersten Mal urkundlich erwähnt. Allerdings – so belegen es archäologische Funde und Gräber – müssen sich hier Menschen schon zur Hallstattzeit angesiedelt haben. Im Mittelalter wurde der Ort wegen einer Erbteilung im Hause der früheren Ortsadligen Kechler zu Schwandorf in Obertalheim und Untertalheim geteilt. Beide Ortsteile gehörten im Laufe der Geschichte mal zu Vorderösterreich, dann zu Württemberg und später zum Oberamt Nagold.
Hunger, Pest, Plünderungen und die Folgen der Koalitionskriege hinterließen Spuren bei der Bevölkerung. Besonders die Hungerjahre 1846/47 veranlassten viele, Talheim in Richtung Amerika zu verlassen.
Die beiden Talheimer Ortsteile blieben vom Ersten und vom Zweiten Weltkrieg verschont – zumindest sind Kriegszerstörungen nicht bekannt geworden. In den 1970er Jahren wurden beide Ortsteile im Zuge der Kreis- und Gemeindereform in die Große Kreisstadt Horb am Neckar eingegliedert. Zuerst wurde am 1. Juli 1971 Untertalheim eingemeindet. Obertalheim folgte am 1. Januar 1975. 2004 wurden die Ortsteile dann zum Stadtteil Talheim zusammengeführt.

## Wappen

Wappen Obertalheim
Wappen Untertalheim

Die Wappen von Ober- und Untertalheim entstanden nach der Eingemeindung und wurden im Gemeinderat am 25. September 1984 vorgestellt. Der Fisch ist dabei aus dem Wappen der Freiherren von Kechler entnommen, die früher die Ortsherrschaft innehatten. Der Turm im Obertalheimer Wappen stellt den vorhandenen Klosterturm dar. Beim Untertalheimer Wappen nimmt der Rost Bezug auf den Kirchenpatron Laurenzius. Nach dem Zusammenschluss wurde ein neues Wappen eingeführt und 2005 durch den Gemeinderat genehmigt. Im rechtlichen Sinn sind es wappenähnliche Symbole, da nach der Gemeindeordnung nur Gemeinden neue Wappen verliehen bekommen.

## Infrastruktur
Talheim entwickelte sich entlang der Steinach, die die Hochfläche von West nach Ost tief durchschneidet. Heute wohnen die meisten Bewohner außerhalb der alten Ortskerne der beiden Teilgemeinden in den beiden Neubausiedlungen auf der Höhe. Unten im Tal befinden sich:
- das Gemeindezentrum (seit 1999) mit Rathaus
- die Grundschulen
- eine evangelische Kirche
- zwei katholische Kirchen
- die Sport- und Festhalle
- Einkaufsmöglichkeiten
- eine Arztpraxis, verschiedene Handwerksbetriebe und Dienstleister

Auf halber Höhe bzw. oben:
- Sportstätten
- Kindergärten (städtische und kirchliche)
- Industriebetriebe

Die Wasserversorgung ist teilweise über eigene Quellen und seit 2001 zusätzlich über die Wasserversorgung Kleine Kinzig gewährleistet. Grünpflegepaten kümmern sich ehrenamtlich um die städtischen Grünanlagen, Biotope und weiteren Plätze.
2009 wurde der Ausbau der denkmalgeschützten Klosterscheuer nach fünfjähriger Bauzeit abgeschlossen. Sie bietet Räumlichkeiten für das Dorf-, Vereins- und Gemeinschaftsleben.
Derzeit wird das Baugebiet Barbel-West, das auf der Höhe die beiden Siedlungen der früheren Teilorte Ober- und Untertalheim miteinander verbindet, erschlossen.

## Religionen
Die Ortschaft Talheim verfügt über zwei katholische Kirchengemeindezentren, die dem Dekanat Freudenstadt angehören:
- katholische Kirche St. Martinus, 1979 fertiggestellt
- katholische Kirche St. Michael und Laurentius, erbaut 1835.

Zusammen mit der Nachbargemeinde Haiterbach bildet Talheim eine evangelische Seelsorgeeinheit mit einem eigenen Gemeindezentrum in Talheim (Kirchengemeinde Haiterbach-Talheim).

## Vereine und Gruppierungen
Angefangen beim Maskenabstauben der Narrenzünfte (NZ Untertalheim und Brechalochhexa Obertalheim) am 6. Januar bis zum Silvesterblasen der Musikvereine (MV Fortuna Talheim und MV Obertalheim) kurz vor dem Jahreswechsel, insgesamt 16 Vereine beleben die dörfliche Gemeinschaft (u. a. Männergesangverein Freundschaft Talheim, Freiwillige Feuerwehr Obertalheim, Freiwillige Feuerwehr Untertalheim). Die früheren Vereine FC Untertalheim und SF Obertalheim sind weiterhin eigenständig, Fußball gespielt wird heute gemeinsam in der SG Talheim.

## Persönlichkeiten
- Peter Alois Gratz (* 17. August 1769 in Mittelberg; † 1. November 1849 in Darmstadt), katholischer Bibelwissenschaftler, 1795–1819 Pfarrer von Untertalheim
- Felix Messerschmid (* 14. November 1904 in Untertalheim bei Horb; † 15. März 1981 in München), Geschichts- und Musiklehrer, Pädagoge und Bildungspolitiker.